# Акуция
Акуция (на латински: Acutia) от плебейския род Акуции, е съпруга на Публий Вителий, син на Публий Вителий Стари и чичо на римския император Авъл Вителий (69 г.).
Съпругът ѝ e praefectus aerarii и умира около 32 г. Тя е съдена след смъртта на Тиберий от Децим Лелий Балб за императорска обида (majestas).